# Philly Moré
Philly Moré, artiestennaam van Maphilka Mahaka (Kinshasa, 1991), is een Nederlandse rapper en muziekproducent. 

## Biografie
Mahaka is geboren in de Congoleze stad Kinshasa en groeide op in het Zuid-Hollandse Boskoop. In zijn jeugd verhuisde hij naar Den Haag.
In 2016 liet Philly Moré voor het eerst van zich horen. Hij werkte mee aan meerdere nummers op het album Lituatie van Glowinthedark en SFB, zoals Dansen op Labanta en Belazerd. Hij deed in begin 2018 een Wintersessie bij 101Barz. Enkele maanden erna tekende hij een contract bij platenlabel 777 Records (opgericht door Frenna) en begon sindsdien met het uitbrengen van eigen singles. Eerste succesvolle single bij dit label was Soon in samenwerking met Frenna en Murda.
Hij had begin 2019 een bijdrage op Achtbaan van het album Francis van Frenna, wat goed was voor een achtste plaats in de Single Top 100. Hierna werkte hij samen met Snelle op Tranen in de studio, dat een ode was aan de vaders van de artiesten. Nog meer succes in 2019 was er met Only you, opnieuw een samenwerking met Frenna. Een volgende succesvolle samenwerking met Frenna was Amiri jeans uit 2020.
Na 2020 bleven de succesvolle singles uit. Er werden wel enkele singles uitgebracht, maar niks bereikte de hitlijsten. In die periode kampte de rapper met mentale problemen en had hij verschillende onzekere gedachtes. Hierdoor was de motivatie om muziek te maken weg. Uiteindelijk was het gemotiveerd genoeg door familie en vrienden om weer muziek te maken, met als resultaat het album Less is Moré. Op dit album gaat de artiest op meerdere nummers in op zijn nieuwgevonden geloof; hij was Christelijk opgevoegd, maar heeft zich bekeerd tot de Islam. Kort na het uitbrengen van het album kondigde hij aan dat hij niet meer aangesloten zat bij 777 Records.

## Discografie

### Nummers met notering(en) in een hitlijst
| Lied                                                | Verschijnen       | Album                                           | Hitlijsten | Hitlijsten | Hitlijsten  | Hitlijsten  | Hitlijsten   | Hitlijsten   | Opmerkingen          |
| Lied                                                | Verschijnen       | Album                                           | BE (VL)    | BE (VL)    | NL (Top 40) | NL (Top 40) | NL (Top 100) | NL (Top 100) | Opmerkingen          |
| Lied                                                | Verschijnen       | Album                                           | Piek       | Weken      | Piek        | Weken       | Piek         | Weken        | Opmerkingen          |
| --------------------------------------------------- | ----------------- | ----------------------------------------------- | ---------- | ---------- | ----------- | ----------- | ------------ | ------------ | -------------------- |
| Elleke keer (met Glowinthedark en SFB)              | 20 april 2016     | Lituatie (van Glowinthedark en SFB)             | —          | —          | —           | —           | 100          | 1            |                      |
| Dansen op Labanta (met Glowinthedark en SFB)        | 6 mei 2016        | Lituatie (van Glowinthedark en SFB)             | —          | —          | tip12       | —           | 16           | 44           | Platina in Nederland |
| Belazerd (met Glowinthedark, SFB en Lil' Kleine)    | 27 mei 2016       | Lituatie (van Glowinthedark en SFB)             | —          | —          | —           | —           | 45           | 13           | Goud in Nederland    |
| Met je zijn (met Glowinthedark, SFB en Ronnie Flex) | 27 mei 2016       | Lituatie (van Glowinthedark en SFB)             | —          | —          | —           | —           | 55           | 3            |                      |
| Anders (met Glowinthedark, SFB en Emms)             | 27 mei 2016       | Lituatie (van Glowinthedark en SFB)             | —          | —          | —           | —           | 57           | 5            | Goud in Nederland    |
| Onderweg naar morgen (met Glowinthedark en SFB)     | 27 mei 2016       | Lituatie (van Glowinthedark en SFB)             | —          | —          | —           | —           | 77           | 1            |                      |
| Ik kom eraan (met Glowinthedark en SFB)             | 27 mei 2016       | Lituatie (van Glowinthedark en SFB)             | —          | —          | —           | —           | 95           | 1            |                      |
| Machine (met SFB en F1rstman)                       | 23 maart 2018     | Reset the levels III (van SFB)                  | tip        | —          | —           | —           | 14           | 11           | Goud in Nederland    |
| Soon (met Frenna en Murda)                          | 10 augustus 2018  | —                                               | —          | —          | —           | —           | 89           | 1            |                      |
| Achtbaan (met Frenna)                               | 7 februari 2019   | Francis (van Frenna)                            | —          | —          | —           | —           | 8            | 16           | Platina in Nederland |
| Tranen in de studio (met Snelle)                    | 4 april 2019      | Less is Moré                                    | —          | —          | —           | —           | 27           | 3            | Goud in Nederland    |
| Only you (met Frenna)                               | 20 september 2019 | 't Album onderweg naar 'Het album' (van Frenna) | tip        | —          | tip16       | —           | 5            | 10           | Platina in Nederland |
| Amiri jeans (met Frenna)                            | 30 oktober 2020   | Less is Moré                                    | —          | —          | tip9        | —           | 29           | 8            | Goud in Nederland    |